# Symfonie nr. 9 (Mahler)
De Negende Symfonie van Gustav Mahler is een symfonie in vier delen voor groot orkest, gecomponeerd in 1909 en 1910, grotendeels in Mahlers zomerhuisje in Toblach in Zuid-Tirol. De componist heeft de eerste uitvoering niet meer meegemaakt, maar heeft nog wel enkele delen gereviseerd. De première vond plaats op 26 juni 1912 in de Wiener Musikverein door de Wiener Philharmoniker onder leiding van Bruno Walter.
Het werk wordt door sommige commentatoren gezien als de voleinding van de romantiek: zowel vorm als instrumentatie worden tot een uiterste verkend, hoewel zij, zoals in het gehele oeuvre van Mahler, wat betreft structuur altijd trouw blijven aan de klassieke symfonische vorm. Duidelijk waarneembaar is het toegenomen gebruik van contrapunt.

## Instrumentatie
De Negende Symfonie is geschreven voor een orkestbezetting met:
| - vier fluiten - een piccolo - drie hobo's - een Engelse hoorn - drie Bes-klarinetten - een Es-klarinet - een basklarinet - vier fagotten - een contrafagot | - vier hoorns - drie trompetten - drie trombones - een tuba | - pauken - xylofoon - cymbalen - basdrum - sidedrum - triangel - tamboerijn - drie bellen | - twee harpen | - eerste violen - tweede violen - altviolen - celli - contrabassen |

## Analyse
De symfonie bestaat uit vier delen.

### 1e deel
Deze beweging is een vrije sonatevorm. Door de transparante instrumentatie maakt dit deel, ondanks zijn grote bezetting, een intieme indruk waarin velen een sfeer van berusting en acceptatie herkennen.

### 2e deel
Dit deel heeft als fundament een Ländler-vorm (een vrij simpele, Oostenrijkse dans), die opnieuw tot een uiterste wordt verkend.

### 3e deel
'Rondo-Burlesque'.
Een burlesque is een soort parodie, met veel herhalingen en kwinkslagen. Het thema, in de door Mahler veel gebruikte F-trompet, (een trompet die minder schel klinkt dan gebruikelijk), overheerst het stuk. Hier is Mahlers rijping in het contrapunt te horen, die ontbrak in zijn eerdere symfonische werken.

### 4e deel
In de finale wordt opnieuw gebruikgemaakt van contrapunt. Een kort thema wordt beurtelings vergroot en verkleind, vooral in de strijkerssectie. In de originele partituur heeft de componist bij de laatste maten dramatische afscheidswoorden geschreven: "Vaarwel! Wrede wereld! Liefste Almschi! Vaarwel! Vaarwel!" De ijle, wegstervende, lange noten van de violen zijn vaak opgevat als de laatste adem van een componist, die alle geloof en vertrouwen in zijn medemens en de wereld zou zijn kwijtgeraakt.
Een uitvoering van deze symfonie heeft hij zelf niet meer meegemaakt. Hij begon nog wel te componeren aan zijn 10e symfonie, maar alleen het openingsadagio werd grotendeels voltooid. Van de overige vier delen liet hij schetsen na. Een chronische hartkwaal werd hem uiteindelijk fataal.

## Premières
De wereldpremiere van het werk was op 26 juni 1912 door de Wiener Philharmoniker, gedirigeerd door Bruno Walter. De eerste publicatie van de partituur uit hetzelfde jaar is van Universal Edition.
- Nederlandse première: 2 mei 1918 Amsterdam, met het Concertgebouworkest o.l.v. Willem Mengelberg
- Amerikaanse première: 16 oktober 1931, Boston, met het Boston Symphony Orchestra, o.l.v. Serge Koussevitzky
- Japanse première: 16 april 1967, Tokio, met het Philharmonisch Orkest van Moskou, o.l.v. Kirill Kondrashin.